# Храбра удовица
Храбра удовица је 24. епизода стрип серијала Кен Паркер објављена у Лунов магнус стрипу бр. 510. Изашла је у августу 1982. године. Имала је 94 стране и коштала 23 динара (0,9 DEM; 0,47 $). Објавио ју је Дневник из Новог Сада. Епизоду су нацртали Бруно Марафа и В. Монти, а сценарио написали Мауризо Мантеро и Ђ. Берарди. За насловну страну је узета комбинација кадрова са страна 57. и 82.

## Оригинална епизода
Оригинална епизода објављена је у новембру 1979. године под насловом Lassu nel Montana (Gore, na Montani). Издавач је била италијанска кућа Cepim. Коштала је 500 лира (0,61 $; 1,06 DEM).

## Кратак садржај
Радња се дењава 1875. године. Кен и даље ради као извидник у војној служби. Овога пута нашао се негде у Монтани, близу канадске границе како би нашао погодно место за изградњу предстраже где би војне патроле могле да предахну када изађу зими. Случајно наилази на Бренду Тејлор, удовицу која живи на ранчу “Twin T” са сином и неколико помоћника. Породица већ неко време трпи агресивни притисак локалног моћника Бејзхарта. Бренда сумња да је Бејзхарт убио њеног мужа да би их истерао с ранча.  Спремна је да се препусти ранч Бејзхарту да би сачувала барем сина.
Кен се придружује удовици и, заједно са шерифом из суседног округа, успева да раскринка и уништи Бејзхартову насилничку групу.

## Значај епизоде
У подтексту епизоде је Кенова непрестана борба између потребе да се скраси или да настави да лута дивљим пределима. Кен се са овом дилемом суочава први пут у ЛМС-481, када га Пат преклиње да остане с њом на ранчу, док је Кен пита да ли би пошла с њим. Стављајући га у овој епизоди у контекст породице која је изгубила мужа, Кен се још једном суочава са ситуацијом у којој постоји место које би му омогућило да прекине полу-номадски живот и заснује породицу.
У овој епизоди, поред лика удовице Бренде, ову дилему симболизује Кенова пушка. Након што Бредин помоћник похвали његову пушку, Кен поносно одговара како она његовој породици припада већ три генерације. Пушка у овом случају симболише традицију, стабилност, дом и наслеђе, које се преноси с генерације на генерацију. Ипак, Кен у епизоди и не разматра останак на ранчу, иако за то има идеалне услове. (Сличну понуду да остане са породицом Кен одбија неколико година касније у епизоди Часови очаја.)